# Сенека (племе)
Сенека је највеће од пет племена племенског савеза Ирокеза у коме су још били Мохоци, Онајде, Онондаге и Кајуге. Данас око 10.000 Сенека живи у резерватима западног Њујорка, и одређен број у Оклахоми и Онтарију у Канади. 

## Име
Сами себе Сенеке су називали Онондовахгах, или Људи са великих планина. 

## Историја
Сенеке су заузимале територију од реке Џенеси до Канандаигуа језера у западном Њујорку, а живели су у „дугим кућама” (Ирокези нису живели у вигвамима и пуеблима) уз обалу. Претежно су се бавили пољопривредом па су стога дивљач ловили у јесен, а рибу у пролеће.
Као и код Апача, друштво је било матрилинеарно, порекло је било утврђивано по мајци (нпр. имали су осам кланова: Корњача, Медвед, Вук, Дабар, Шљука, Чапља, Јелен и Јастреб.... а дете је постајало члан клана по мајци. Ако је мајка била, рецимо, припадница клана медведа дете је било медвед. Ако је отац био из вучјег клана, а мајка није имала клан, онда и дете није имало клан), а и жене су биле задужене за изборе тј одлучивале ко ће постати вођа племена.
Сенеке су биле велики освајачи, изузетно вешти ратници чији је заштитни знак била њихова коса коју су бријали у „Мохок” стилу, и њихова тетовирана тела. Сенека (као и остали Ирокези) имали су обичај да скалпирају (као и Сијукси и Маскоги), није било пријатно пасти им шака, волели су да муче затворенике, а постојао је и обичај обредног канибализма.
Један од најважнијих вођа овог племена био је човек по имену „Ред Џекит” 1756.-1830. (енглеско име добио је по црвеном капуту који је носио). Био је савезник Британцима у Америчком рату за независност, али је пружао отпор увођењу хришћанства и европских обичаја. Покушао је да склопи мир са владом САД тако што је 1792. посетио Џорџа Вашингтона. Био је велики оратор и иза себе је оставио много незаборавних цитата... Доброта је језик који глув може да чује и нем да разуме...
Сенека су (Ирокези уопште) дефинитивно, једна од најкомплекснијих и најсофистициранијих староседелачких култура која је икада живела на северноамеричком континенту. Њихова политика, агротехничке и остале вештине и умеће ратовања живеће препричавана кроз векове, а њихова баштина тако никада неће бити изгубљена.